# اسلام‌آباد (زنجان)
اسلام‌آباد، روستایی از توابع بخش قره‌پشتلو شهرستان زنجان در استان زنجان ایران است. این روستا کوه‌ها و دامنه‌های سنگی دارد.

## جمعیت
این روستا در دهستان قره‌پشتلو بالا قرار دارد و براساس سرشماری مرکز آمار ایران در سال ۱۳۸۵، جمعیت آن ۷۱ نفر (۱۵ خانوار) بوده‌است.